# Ligne électrique Miesbach Munich
La ligne électrique à haute tension à courant continu entre Miesbach et Munich, est la première ligne de transmission électrique de l'histoire. Elle avait une longueur de 57 km et fut inaugurée en 1882 et permit de transmettre une tension de 2 kV. Elle connut une défaillance après quelques jours seulement.

## Histoire

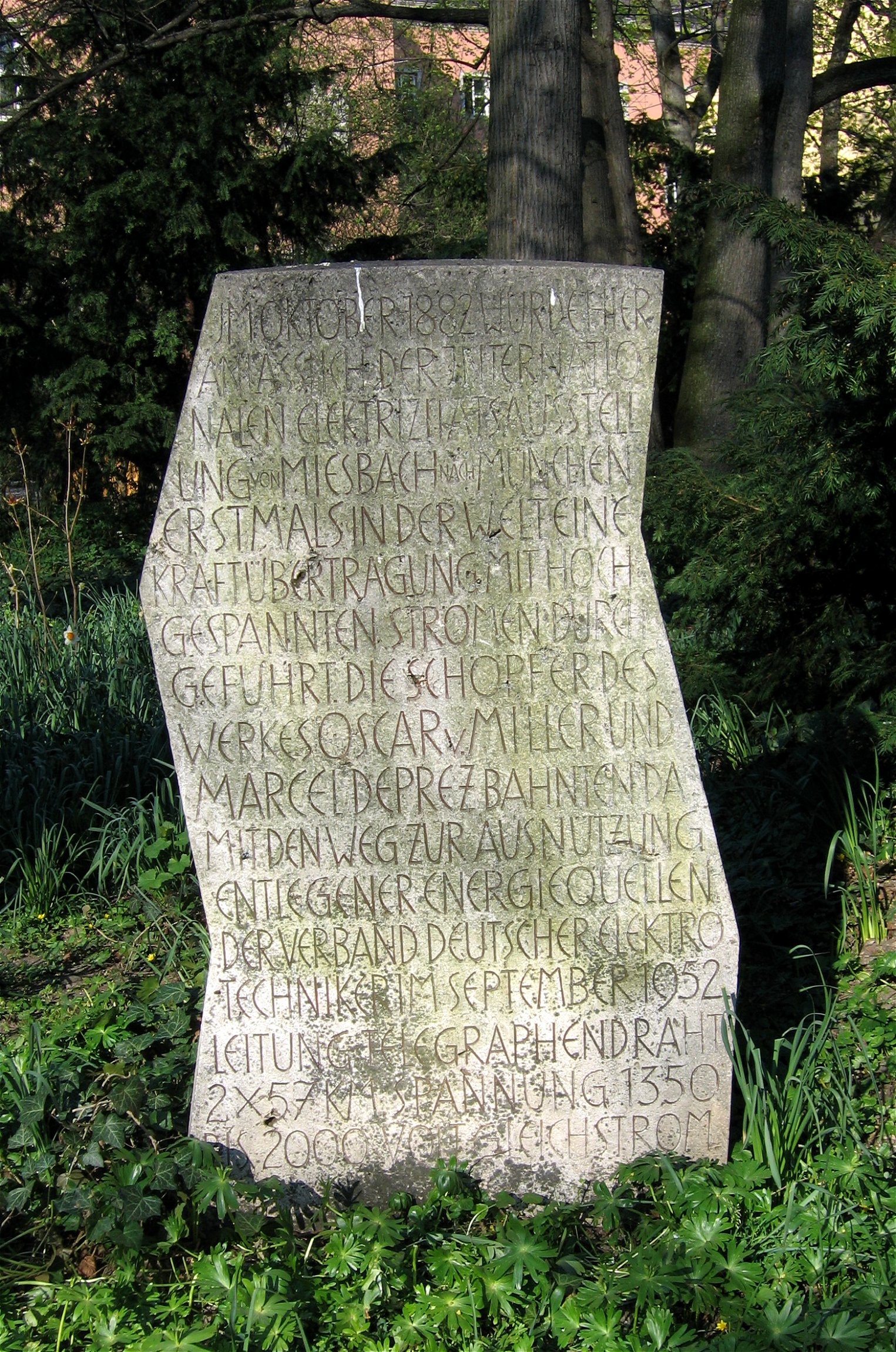
Pierre commémorative de la ligne dans l'Ancien jardin botanique de Munich.

La première exposition internationale d'électricité avait eu lieu à Paris à partir du 10 août 1881. Oskar von Miller, l'organisateur de l'exposition d'électricité de Munich du 16 septembre 1882, voulait faire de son événement quelque chose de comparable avec la foire parisienne. Il décida donc de construire avec le français Marcel Deprez une ligne électrique à haute tension entre Miesbach et Munich.
À Miesbach, une machine à vapeur de 1,5 cv entraînait un générateur électrique à courant continu. L'électricité ainsi produite était transportée avec une tension de 2 kV sur les 57 km séparant les deux villes grâce à une ligne de télégraphe. Sa résistance totale était de 3,3 kΩ. L'électricité arrivait au palais des glaces de Munich. La tension à l'arrivée était de 1,4 kV, d'où un rendement de 50 %.
L'électricité y servait à entraîner une fontaine avec des cascades.
Le conducteur du télégraphe n'était toutefois pas dimensionné pour transporter un courant d'un demi-ampère et il connut une défaillance après quelques jours.
L'année suivante, Marcel Deprez construisit une seconde ligne, de 112 km, entre Creil et Paris. La tension de cette seconde ligne était de 6 kV avec un rendement de 45 %.
À Miesbach une fontaine fut érigée en 1982, afin de commémorer les 100 ans de la ligne.
En 1891, la première ligne à haute tension en courant alternatif, triphasé cette fois, fut construite entre Lauffen et Francfort-sur-le-Main.